# Готибо (Оклахома)
Готибо (енгл. Gotebo) град је у америчкој савезној држави Оклахома.

## Демографија
По попису из 2010. године број становника је 226, што је 46 (-16,9%) становника мање него 2000. године.
| Група             | 2000.       | 2010.       |
| Белци             | 232 (85,3%) | 196 (86,7%) |
| Афроамериканци    | 0 (0,0%)    | 1 (0,4%)    |
| Азијати           | 0 (0,0%)    | 0 (0,0%)    |
| Хиспаноамериканци | 18 (6,6%)   | 8 (3,5%)    |
| Укупно            | 272         | 226         |